# 木村栄 (俳優)
木村 栄（きむら さかえ、1955年3月6日 - ）は、日本の俳優。埼玉県出身。

## 人物
- 趣味は殺陣、乗馬、ラグビー。
- 映画、テレビドラマで活躍している。
- 映画では2001年公開のアメリカ映画『エンド・オブ・オール・ウォーズ』において、同作では数少ない日本人俳優として起用され、武士道に忠実な日本軍軍曹を演じた。

## 出演

### テレビドラマ
- 剣客商売（1973年、フジテレビ）
- 特捜最前線（テレビ朝日）
  - 第60話「シェパードだけが知っていた!」（1978年）
  - 第67話「判決II・自白を翻した女!」（1978年）
  - 第133話「六法全書を抱えた狼!」（1979年）
  - 第162話「窓際警視の靴が泣く!」（1980年）
  - 第169話「地下鉄・連続殺人事件!」（1980年）
  - 第185話「スキャンダルを拾った刑事!」（1980年）
  - 第187話「終列車を見送る女!」（1980年）
  - 第192話「張込み・靴を磨く刑事!」（1981年）
  - 第215話「シャムスンと呼ばれた女!」（1981年）
  - 第226話「太鼓を打つ刑事!」（1981年）
  - 第234話「リンチ経営塾・消えた父親たち!」（1981年）
  - 第248話「殺人クイズ招待状!」（1982年）
  - 第251話「午後10時13分の完全犯罪!」（1982年）
  - 第278話「逮捕 魔の24時間!」（1982年）
  - 第295話「モーニングサービスの謎!」（1983年）
  - 第306話「絞殺魔の記念写真!」（1983年）
  - 第313話「父と子のブルートレイン!」（1983年）
  - 第320話「特命ヘリ緊急発進!」（1983年）
  - 第344話「幻の父・幻の子!」（1983年）
- Gメン'75（TBS）
  - 第195話「プロ野球殺人事件」（1979年）
  - 第335話「女刑事に恐怖が這いよる時」（1981年）
  - 第338話「刑事が許可した殺人事件」（1981年）
- 仮面ライダースーパー1 第7話「ドグマ式生きているコンピューター」（1980年、毎日放送） - ボクサー
- スーパー戦隊シリーズ（テレビ朝日）
  - 太陽戦隊サンバルカン 第36話「エスパー」（1981年）
  - 大戦隊ゴーグルファイブ 第35話「鉄喰い人間の襲撃」（1982年） - ボーイ
  - 科学戦隊ダイナマン 第21話「怒りの北斗必殺剣」（1983年）
- 宇宙刑事シャリバン 第14話「連続夢魔におびえる億万長者」（1983年、テレビ朝日） - 加賀美ギンの夫
- 大江戸捜査網 第637話[3]「狙撃! 姉様人形は血の匂い」（1984年、テレビ東京）
- あきれた刑事（日本テレビ）
  - 第8話「潜入哀歓」（1987年）
  - 第18話「湯けむりぷっつん娘」（1988年）
- 鬼平犯科帳（フジテレビ）
  - 第2シリーズ 第2話「むかしの女」（1990年10月24日） - 砂田彦兵衛
  - 第4シリーズ 第13話「老盗の夢」（1993年3月24日） - 岩坂の茂太郎
  - 第5シリーズ以降（1994年 - 2016年） - 同心：原田一之進
- 神谷玄次郎捕物控 第6話「神隠し」（フジテレビ、松竹、1990年）
- 八百八町夢日記 第2シリーズ（日本テレビ）
  - 第10話「おつや、涙の再会」（1991年） - 子竜
- 水戸黄門（TBS）
  - 第20部 第28話「孤剣に秘めた悲願・松江」（1991年5月20日） - 小宮
  - 第26部 第9話「願い叶えた神楽面 - 高千穂 -」（1998年4月13日） - 酒巻鉄之助
  - 第27部 第15話「なまはげの凶賊退治 -男鹿-」（1999年6月28日） - 伝八
  - 第28部 第2話「黄門様は恋の道先案内人 -小田原-」（2000年3月13日） - 今井久蔵
  - 第36部 第19話「浪花娘 情けの恩返し・高野山」（2006年12月11日） - 黒鉄の紋蔵
  - 第31部 第11話「狙われた浪花の大商人」（2003年1月6日） - 柳田
  - 第33部 第5話「美少女は天才将棋士 -亀山-」（2004年5月17日） - 野崎市兵衛
  - 第34部 第6話「忠義貫き北国に春・陸前高田」（2005年2月14日） - 近田牛之助
  - 第35部 第5話「お転婆姫の大変身! -大分-」（2005年11月7日） - 菊田源吾
  - 第36部 第3話「手抜き普請の悪退治 -善光寺-」（2006年8月7日） - 落合勘六
  - 第37部 第9話「異国の娘が抱いた謎・男鹿」（2007年6月4日） - 服部新八
  - 第38部 第17話「娘の涙は金の粒 -甲府-」（2008年5月12日） - 伝蔵
  - 第41部 第8話「女意気地とニブイ奴・新宮」（2010年6月7日） - 八幡屋源五郎
- 刑事貴族3（日本テレビ）
  - 1992年5月22日放送。第4話「刑事の娘」
- 真夏の刑事（テレビ朝日）
  - 1992年5月24日放送。第7話「高原ホテルから消えた花嫁!」
- 半七捕物帳（日本テレビ）
  - 1992年11月24日放送。第7話「ろくでなし」 - 井坂庸之進
- 暴れん坊将軍（テレビ朝日）
  - 暴れん坊将軍IV 第71話「謎! 流人船、いずこへ」（1992年） - 錣一角
  - 暴れん坊将軍VIII 第20話「好きです! さらわれた鶴姫」（1998年） - 服部玄蕃
  - 暴れん坊将軍IX 第9話「疑惑の影 泣きぼくろの女」（1999年） - 柳原主水
  - 暴れん坊将軍X 第12話「一度死んだ私!仕舞湯に入る女の秘密」（2000年） - 黒木半蔵
- 土曜ワイド劇場（テレビ朝日）
  - タクシードライバーの推理日誌
    - 第3作「春呼ぶ殺人 女の死体に桜が散った…」（1994年）
    - 第18作「バックミラーの殺意」（2004年）

  - 警視庁捜査一課長〜ヒラから成り上がった最強の刑事!（テレビ朝日 / 東映） - 貝瀬猛
    - 第1作「主婦たちの4億円強奪トリック…血液型を自在に変える少女!!」（2012年）
    - 第2作「殺意の誕生日…手編みブローチが死を招く!?」（2013年）

  - 江戸ッ子探偵殺人案内 第2作「東おとこに京おんな殺人事件・連続通り魔が仕組んだ罠!」（1999年）
- 刑事追う! 第15話「第一容疑者」（1996年、テレビ東京）
- 火曜サスペンス劇場（日本テレビ）
  - 取調室シリーズ第2作 - 第11作（1995年 - 2000年） - 佐賀県警 捜査一課 管理官・古賀栄（第2作では、管理官・細川）
  - 警視庁鑑識課第1作「ネジと花粉とライターの石 殺人現場の微細な遺留物が真犯人を追いつめる」（1996年5月14日） - 竹田不動産 社長・竹田勇三
  - 警部補 佃次郎 - 鑑識係長・田中
    - 第12作「死にいそぐ女」（2001年5月1日）
    - 第13作「孤独のゆくえ」（2001年7月31日）
    - 第14作「永遠のナゾ」（2002年3月12日）
- 眠狂四郎 III 今日あって、明日なき命を生きる者（1996年、ANB / 東映）- 柳生源十郎
- 眠狂四郎 IV 雪の夜に私を殺して! 狂四郎を愛し続けた女（1998年、ANB / 東映）- 依田八郎
- 御家人斬九郎 第4シリーズ 第1話「おふくろ」（1999年、フジテレビ）
- 大岡越前 第15部 第25話「最後の罪が恩返し」（1999年、TBS / C.A.L） - 荒布の利八
- 隠密奉行朝比奈 第2シリーズ第5話「伊予松山 姫さまと無理心中」-砂川一蔵
- 女と愛とミステリー / 松本清張特別企画・ガラスの城（2001年、テレビ東京 / BSジャパン） - 倉田刑事
- 子連れ狼 第2シリーズ 第13話「殺意の待ち伏せ！夫を斬りたい女と観音像の大五郎」（2003年、テレビ朝日） - 籐兵衛
- 八丁堀の七人（テレビ朝日）
  - 第5シリーズ 第8話「娘の初恋!好きな人の父は辻斬り!?」（2004年）
  - 第7シリーズ 第4話（2006年） - 土蜘蛛の喜十
- 西村京太郎サスペンス・十津川警部シリーズ（TBS）
  - 第25作「南紀白浜殺人ルート」（2002年3月25日） - 墨田南警察署 元･刑事 塚本 茂（証券アナリスト･佐伯要〈清水章吾〉のガードマン）
  - 第32作「愛の伝説・釧路湿原」（2004年9月27日） - 長友 順一（間宮商事 会長･間宮真一郎〈小林勝也〉の部下）
  - 第50作「消えたタンカー」（2013年9月9日） - 宮本 健一郎（アラビアンナイト号船長）
- 世直し順庵!人情剣 第1話「悪党どもに正義の仕置きを!!二つの顔を持つ新ヒーロー登場」（2005年、テレビ朝日） - 由蔵
- 大河ドラマ（NHK）
  - 風林火山（2007年） - 春原若狭守
  - 江〜姫たちの戦国〜（2011年） - 後藤又兵衛
- 月曜ゴールデン「血痕 警科研・湯川愛子の鑑定ファイル3 幼女誘拐事件の犯人は死者!?」（2010年、TBS） - 高岩良英
- パーフェクト・リポート 第3話「訴えられた死人　8年の時が動き出す」（2010年、フジテレビ） - 今野真一
- 京都地検の女 第6シリーズ 第6話（テレビ朝日、2010年）
- 告発〜国選弁護人 第1話・第2話（2011年、テレビ朝日） - 検察官
- 相棒 Season 9 第12話「招かれざる客」（2011年、テレビ朝日 / 東映） - 赤堀勇人
- ドラマW・ビート（2011年、WOWOW）- 田端守雄
- 新・警視庁捜査一課9係 season3 最終話「最期の銃弾」（2011年、テレビ朝日 / 東映）

### 映画
- 動乱（1980年、東映）
- 乱（1985年、東宝）
- 敦煌（1988年、東宝）日本・中国合作映画
- 夢（1990年、ワーナー・ブラザース） - パーティの仲間
- ミンボーの女（1992年、東宝） - プールのヤクザ
- 月はどっちに出ている（1993年、シネカノン） - やくざ
- 鬼平犯科帳 劇場版（1995年、松竹 / フジテレビ） - 火盗同心・原田一之進
- 武闘の帝王 完結編（1995年、ヒーロー）- 堀田篤志
- 平成無責任一家 東京デラックス（1995年、東宝）
- 極道の妻たち 赫い絆（1995年） - 堂本組組員 北条記一
- 誘拐（1997年、東宝）- 門田刑事
- 野獣死すべし 復讐編（1997年、大映） - 市村
- 修羅がゆく5 広島代理戦争（1997年、KnacK）- 風間龍太郎
- 蘇える金狼（1998年、ギャガ・コミュニケーションズ） - 佐久間功
- 借王3（1998年） - タチバナ組準構成員 高石
- ゴジラ2000 ミレニアム（1999年、東宝） - 大川[2]
- エンド・オブ・オール・ウォーズ（2001年、20世紀フォックス） - イトウ軍曹
- 親分はイエス様（2001年、グルーヴコーポレーション) - 白木武
- ソナチネ (1993)

### Vシネマ
- 尼僧獄門帖（1995年）
- 血染めの代紋 喧嘩組（1997年）
- 新・ヤンママトラッカー けじめつけます（2000年） - ヤクザ
- 実録・梁山泊 パチプロ列伝4 インテリ三沢（2000年） - ミヤベ
- ウルトラマンネオス 第11話「宇宙からの暗殺獣」、第12話「光の戦士よ永遠（とわ）に」（2001年） - キサラギ（情報局特別保安部隊隊長）
- 実録・安藤組外伝 地獄道（2001年） - クラブ店長
- 真・雀 鬼12/卓上の反逆者たち（2002年）
- 西日本暴力地帯 実録・山陰抗争（2007年） - 本間会系平沼会鳥取支部長 松山良太郎
- 実録・銀座警察 義侠（2008年） - 大河内
- 暗黒街の帝王〜カポネと呼ばれた男〜（2008年）全2作 - 丹波組若頭 ゴンノ
- 横浜暗黒街 華炎（2008年） - 仁藤会藤堂組幹部 北岡紀男
- 首領の野望（2008年） - 警視庁東部警察署 刑事
- 実録・広島やくざ戦争外伝 義兄弟 山口英弘の半生（2008年） - 広島 打徳組組長 打越徳生
- 実録・闇のシンジケート 豊田登（2008年） - 警視庁4課 刑事
- 新・鯨道 侠魂（2009年） - 出原
- 極道の紋章 第十三章（2010年） - 福井 松井組組長 松井昭次郎
- 極道の紋章 第十四章（2011年） - 沖田連合 福井 松井組組長 松井昭次郎
- 外道坊（2011年）全2作 - チョーさん（城湾警察署 刑事）
- 狼の流儀（2012年）

### CM
- 大正製薬